# Patung metróvonal (Peking)
A pekingi Patung (Batong) metróvonal (egyszerűsített kínai: 八通线; pinjin: bātōng xiàn) Szehuj (Sihui) és Tucsiao (Tuqiao) között közlekedik. 2003. december 27-én indult meg rajta a közlekedés. A Patung (Batong) vonal színe      vörös.

## Üzemidő
| Patung (Batong) vonal indulásai | Első  | Utolsó |
| ------------------------------- | ----- | ------ |
| Tucsiao (Tuqiao) felé           | 06:00 | 23:22  |
| Szehuj (Sihui) felé             | 05:20 | 22:42  |

## Állomáslista
| Patung (Batong) vonal (Sihui – Tuqiao) |                     |            |
| Állomás (angol név)                    | Állomás (kínai név) | Átszállás  |
|                                        |                     |            |
| Sihui                                  | 四惠                | 1-es vonal |
| Sihui East                             | 四惠东              | 1-es vonal |
| Gaobeidian                             | 高碑店              |            |
| Communication University of China      | 传媒大学            |            |
| Shuangqiao                             | 双桥                |            |
| Guanzhuang                             | 管庄                |            |
| Baliqiao                               | 八里桥              |            |
| Tongzhou Beiyuan                       | 通州北苑            |            |
| Guoyuan                                | 果园                |            |
| Jiukeshu                               | 九棵树              |            |
| Liyuan                                 | 梨园                |            |
| Linheli                                | 临河里              |            |
| Tuqiao                                 | 土桥                |            |
|                                        |                     |            |

## Fordítás
- Ez a szócikk részben vagy egészben  a   Batong Line, Beijing Subway című angol Wikipédia-szócikk fordításán alapul.  Az eredeti cikk szerkesztőit annak laptörténete sorolja fel. Ez a jelzés csupán a megfogalmazás eredetét és a szerzői jogokat jelzi, nem szolgál a cikkben szereplő információk forrásmegjelöléseként.
- Ez a szócikk részben vagy egészben  a(z)   北京地铁八通线 című kínai Wikipédia-szócikk fordításán alapul.  Az eredeti cikk szerkesztőit annak laptörténete sorolja fel. Ez a jelzés csupán a megfogalmazás eredetét és a szerzői jogokat jelzi, nem szolgál a cikkben szereplő információk forrásmegjelöléseként.